# Hamengkubuwono IV
Hamengkubuwono IV (Yogyakarta, 3 aprile 1804 – Yogyakarta, 6 dicembre 1823) è stato un sovrano indonesiano.
Fu il quarto sultano di Yogyakarta.

## Biografia
Figlio del sultano Hamengkubuwono III, venne chiamato a succedergli al trono a soli dieci anni nel 1814 e per questo venne affiancato nel governo dal consiglio del principe Paku Alam I. Ad ogni modo anche la presenza a corte di suo fratello, il principe Diponegoro, appariva sempre più scomoda al punto che questi, legandosi sempre più strettamente agli olandesi, aveva cercato di usurpare il trono a Hamengkubuwono.
Morì improvvisamente il 6 dicembre 1823, durante un'escursione con la corte e col fratello con cui era in conflitto. L'improvvisa scomparsa del sultano, fece mormorare di un suo possibile avvelenamento. Secondo altre fonti, invece, Hamengkubuwono soffriva di epilessia. Gli succedette il figlio Hamengkubuwono V, di appena tre anni, con un nuovo consiglio di reggenza.